# San Antonio de Putina (tỉnh)
Tỉnh San Antonio de Putina (tiếng Tây Ban Nha: Provincia de San Antonio de Putina) là một tỉnh thuộc vùng Puno của Peru. Tỉnh San Antonio de Putina có diện tích 3207 km², dân số thời điểm theo điều tra dân số ngày 11 tháng 7 năm 1993 là 28475 người. Tỉnh lỵ đóng ở Putina.